# ۶ ابرقهرمان (فیلم)
۶ ابرقهرمان (به انگلیسی: Big Hero 6) فیلمی پویانمایی ابرقهرمانی آمریکایی محصول سال ۲۰۱۴ است که توسط استودیو انیمیشن والت دیزنی تولید و توسط والت دیزنی پیکچرز توزیع شده است. این فیلم به‌طور آزادانه بر اساس تیم ابرقهرمانی ۶ ابرقهرمان از مارول کامیکس اثر من آو اکشن ساخته شده است. این فیلم توسط دان هال و کریس ویلیامز کارگردانی و توسط ری کونلی از فیلم‌نامه‌ای توسط جردن رابرتس، رابرت ال. بیرد و دنیل گرسون تهیه شده است. رایان پاتر، اسکات ادسیت، دنیل هنی، تی جی میلر، جیمی چانگ، دیمون وینس جونیور، جنسیس رودریگز، جیمز کرامول، مایا رودولف و آلن تودیک صداپیشگی شخصیت‌ها را برعهده دارند. این فیلم داستان هیرو هامادا، یک نابغه جوان رباتیک و بِی‌مکس، یک ربات مراقبت‌های بهداشتی که توسط برادر مرحومش، تاداشی، اختراع شده است را روایت می‌کند. آنها یک تیم ابرقهرمانی تشکیل می‌دهند تا با یک ابرشرور که مسئول دزدیدن فناوری هیرو است، مبارزه کنند.
۶ ابرقهرمان اولین فیلم پویانمایی دیزنی است که شخصیت‌های مارول کامیکس را به نمایش می‌گذارد. شرکت مادر مارول کامیکس در سال ۲۰۰۹ توسط شرکت والت دیزنی خریداری شد. استودیو انیمیشن والت دیزنی برای تولید جلوه‌های بصری این پویانمایی، فناوری نرم‌افزاری جدیدی را ایجاد کرد.
۶ ابرقهرمان در ۲۳ اکتبر ۲۰۱۴ در بیست و هفتمین جشنواره بین‌المللی فیلم توکیو و در ۳۱ اکتبر ۲۰۱۴ در جشنواره فیلم ابوظبی به نمایش درآمد، پیش از آنکه در ۷ نوامبر در ایالات متحده اکران شود. این فیلم نقدهای مثبتی از منتقدان دریافت کرد و پویانمایی، ریتم، صحنه‌های اکشن، فیلم‌نامه، ارزش سرگرمی و بار احساسی آن مورد ستایش قرار گرفت. این فیلم بیش از ۶۵۷٫۸ میلیون دلار در سراسر جهان فروش داشت و به پرفروش‌ترین فیلم پویانمایی سال ۲۰۱۴ تبدیل شد. ۶ ابرقهرمان هفت نامزدی برای جوایز آنی دریافت کرد و یکی از آنها را به دست آورد و همچنین نامزد گلدن گلوب شد. در هشتاد و هفتمین دوره جوایز اسکار، این فیلم جایزه بهترین فیلم پویانمایی را از آن خود کرد.
یک مجموعه تلویزیونی که داستان فیلم را ادامه می‌دهد، از سال ۲۰۱۷ تا ۲۰۲۱ از شبکه دیزنی و دیزنی اکس‌دی پخش شد. یک مجموعه کوتاه دو فصلی با عنوان رویاهای بی‌مکس در سال ۲۰۱۸ به نمایش درآمد و سری دیگری به نام بی‌مکس! در سال ۲۰۲۲ در دیزنی پلاس منتشر شد.

## داستان
در شهر آینده‌نگر سان فرانسوکیو، هیرو هامادا، فارغ‌التحصیل ۱۴ ساله دبیرستان و نابغه رباتیک، وقت خود را صرف شرکت در مسابقات غیرقانونی مبارزات ربات‌ها در زیرزمین شهر می‌کند. برادر بزرگ‌ترش، تاداشی، به امید اینکه او را از این سبک زندگی خطرناک دور کند، او را به مؤسسه فناوری سان فرانسوکیو می‌برد. در آنجا، هیرو با نزدیک‌ترین دوستان تاداشی آشنا می‌شود – گوگوی سرسخت، واسابی عصبی، هانی لمون شاداب و فرد، طرفدار کتاب‌های کمیک. تاداشی همچنین بِی‌مکس را معرفی می‌کند؛ یک ربات مراقبت‌های بهداشتی بادی که خودش آن را اختراع کرده است. پس از ملاقات با استاد و مربی تاداشی، پروفسور رابرت کالاگان، هیرو برای ورود به دانشگاه درخواست می‌دهد و با پروژه خود، یعنی گروهی از میکروبات‌ها که می‌توانند با استفاده از یک فرستنده عصبی در هر پیکربندی به هم متصل شوند، نمایشگاه مدرسه را تحت تأثیر قرار می‌دهد. هیرو پذیرفته می‌شود، اما جشن او کوتاه است؛ زمانی که آتشی گسترده درمی‌گیرد و کالاگان در آن گرفتار می‌شود. تاداشی برای نجات او به سرعت به داخل ساختمان بازمی‌گردد، اما انفجاری او را می‌کشد.
دو هفته پس از حادثه و گوشه‌گیری هیرو، او ناخواسته بی‌مکس را فعال می‌کند. تنها میکروبات باقی‌مانده هیرو شروع به حرکت خودبه‌خودی می‌کند و او و بی‌مکس آن را تا یک انبار متروکه دنبال می‌کنند. در داخل انبار، آنها متوجه می‌شوند که میکروبات‌ها در حال تولید انبوه توسط یک ابرشرور با ماسک کابوکی به نام «یوکای» هستند. یوکای سعی می‌کند هیرو و بی‌مکس را از بین ببرد، اما آنها به سختی فرار می‌کنند. هیرو با این نتیجه‌گیری که یوکای مغز متفکر پشت آتش‌سوزی بوده است، بی‌مکس را برای دفاع مسلح می‌کند. دوستان هیرو، که بی‌مکس با آنها تماس گرفته بود، با هیرو ملاقات می‌کنند. یوکای گروه را در خیابان‌ها تعقیب می‌کند، اما بی‌مکس آنها را نجات می‌دهد. در خانه خانوادگی فرد، هیرو بی‌مکس را ارتقا می‌دهد و گروه نیز اختراعات خود را مسلح می‌کنند تا با یوکای مبارزه کنند.
گروه با این باور که یوکای همان آلیستر کری، غول فناوری است که قصد خرید میکروبات‌ها را در نمایشگاه داشت، او را به یک آزمایشگاه متروکه کری تک در جزیره‌ای دورافتاده تعقیب می‌کنند. آنها کشف می‌کنند که این آزمایشگاه برای تحقیقات دورنوردی استفاده می‌شده است، اما دولت آن را پس از بی‌ثبات شدن یک نمونه اولیه پورتال تعطیل کرد که منجر به گیر افتادن یک خلبان آزمایشی در داخل آن شد. گروه به زودی توسط یوکای غافلگیر می‌شوند، اما آنها موفق می‌شوند ماسک او را بردارند و مشخص می‌شود که او در واقع کالاگان است؛ کسی که با استفاده از میکروبات‌های دزدیده‌شده خود را از انفجار محافظت کرده و مرگ خود را جعل کرده بود.
هیرو، که از بی‌تفاوتی کالاگان نسبت به مرگ تاداشی خشمگین شده است، تراشه مراقبت‌های بهداشتی بی‌مکس را برمی‌دارد و با وجود مخالفت دوستانش، به او دستور می‌دهد کالاگان را بکشد. بی‌مکس از دستورهای هیرو اطاعت می‌کند، اما تیم دوباره تراشه مراقبت‌های بهداشتی او را جاگذاری می‌کنند و بی‌مکس به شخصیت قبلی خود بازمی‌گردد، در حالی که کالاگان فرار می‌کند. هیرو که از اعمال دوستانش احساس خیانت می‌کند، با بی‌مکس پرواز می‌کند و قصد دارد انتقام تاداشی را بگیرد. هیرو در خانه سعی می‌کند دوباره تراشه مراقبت‌های بهداشتی را خارج کند، اما بی‌مکس بی‌پروا بودن او را تشخیص می‌دهد و پورت دسترسی خود را قفل می‌کند. سپس، بی‌مکس ویدئویی از مراحل ساخت خود را به هیرو نشان می‌دهد و هدف تاداشی برای کمک به دیگران را به او یادآوری می‌کند. از طریق تحقیق، آنها و بقیه گروه متوجه می‌شوند که خلبان گمشده آزمایش، ابیگیل، دختر کالاگان بوده است. کالاگان که اکنون آماده انتقام از کری است، پورتال دورنوردی را دوباره فعال می‌کند تا ستاد شرکت او را نابود کند، اما قهرمانان او را شکست می‌دهند و کری را نجات می‌دهند.
بی‌مکس تشخیص می‌دهد که ابیگیل هنوز در داخل پورتال زنده است. با وجود هشدارهای کری مبنی بر بی‌ثبات بودن بیش از حد پورتال، بی‌مکس و هیرو وارد آن می‌شوند و ابیگیل را در حالت تعلیق گرفتار می‌یابند. بی‌مکس مورد اصابت آوار قرار می‌گیرد، آسیب می‌بیند و هیرو مجبور می‌شود او را پشت سر بگذارد. بی‌مکس از مشت موشکی خود استفاده می‌کند تا هیرو و ابیگیل را قبل از نابودی پورتال به بیرون پرتاب کند. در پی این حادثه، ابیگیل بیدار شده به بیمارستان منتقل می‌شود، در حالی که پدرش، که اکنون از نجات دخترش آسوده‌خاطر است، دستگیر می‌شود. مدتی بعد، پس از آغاز فعالیت هیرو در مؤسسه به همراه دوستانش، او تراشه مراقبت‌های بهداشتی بی‌مکس را که در مشت موشکی او فشرده شده بود، پیدا می‌کند. او بی‌مکس را دوباره می‌سازد و آنها به همراه دوستانشان به عنوان تیمی از ابرقهرمانان پیشرفته به نام ۶ ابرقهرمان به یاد تاداشی، به محافظت از شهر ادامه می‌دهند.
در صحنه پس از تیتراژ، فرد به‌طور اتفاقی یک مخفیگاه سری را در خانه‌اش پیدا می‌کند و با پدرش، که زمانی یک ابرقهرمان بوده، دوباره ملاقات می‌کند.

## صداپیشگان
- اسکات ادسیت در نقش بی‌مکس، رباتی بادی که توسط تاداشی به عنوان دستیار پزشکی ساخته شده است. دان هال، کارگردان مشترک، گفت: «بی‌مکس دنیا را از یک منظر می‌بیند – او فقط می‌خواهد به مردم کمک کند، او هیرو را بیمار خود می‌بیند.» ری کونلی، تهیه‌کننده، گفت: «این واقعیت که شخصیت او یک ربات است، توانایی ابراز احساسات او را محدود می‌کند، اما اسکات بامزه بود. او این محدودیت‌ها را پذیرفت و توانست زبان (بیان) را به گونه‌ای شکل دهد که شما احساسات و حس شوخ‌طبیعی بی‌مکس را درک کنید. اسکات توانست به خوبی منتقل کند که بی‌مکس چقدر اهمیت می‌دهد».[۱۲][۱۳][۵]
- رایان پاتر در نقش هیرو هامادا، نابغه ۱۴ ساله رباتیک. هال دربارهٔ این شخصیت گفت: «هیرو در حال گذار از پسر به مرد است، این دوران برای یک بچه سخت است و برخی نوجوانان آن حالت تندخویی و خستگی ناگزیر را پیدا می‌کنند. خوشبختانه رایان یک بچه بسیار دوست‌داشتنی است؛ بنابراین هر کاری که او انجام می‌داد، می‌توانست تندی شخصیت را به گونه‌ای بگیرد که او را واقعی اما جذاب جلوه دهد».[۱۴][۱۵][۱۶]
- دنیل هنی در نقش تاداشی هامادا، برادر بزرگ‌تر هیرو و خالق بی‌مکس. کونلی دربارهٔ رابطه تاداشی و هیرو گفت: «ما واقعاً می‌خواستیم آنها در وهله اول برادر باشند. تاداشی یک مربی باهوش است. او به‌طور ظریفی هیرو را به دوستانش و کارهایی که در مؤسسه فناوری سان فرانسوکیو انجام می‌دهند، معرفی می‌کند. به محض اینکه هیرو، واسابی، هانی، گوگو و فرد را در حال عمل می‌بیند، متوجه می‌شود که دنیای بسیار بزرگ‌تری در بیرون وجود دارد که واقعاً او را علاقه‌مند می‌کند».[۱۷][۱۸][۱۹]
- تی جی میلر در نقش فردریک فلاماریان «فرد» فردریکسون چهارم، یک طرفدار کتاب‌های کمیک و آدم بیکار که همچنین طلسم شانس تیم در مؤسسه فناوری سان فرانسوکیو است. کریس ویلیامز، کارگردان مشترک، دربارهٔ میلر گفت: «او یک دانش‌آموز واقعی کمدی است. لایه‌های زیادی در اجرای او وجود دارد، بنابراین فرد به شخصیتی غنی‌تر از آنچه هر کسی انتظار داشت تبدیل شد»، هم به معنای واقعی کلمه و هم به معنای مجازی.[۲۰][۲۱][۶][۲۲]
- جیمی چانگ در نقش گوگو توماگو، دانشجویی سرسخت و ورزشکار که در الکترومغناطیس تخصص دارد. هال گفت: «او قطعاً زنی کم حرف است. ما به پیک‌های دوچرخه‌سوار به عنوان الهام‌بخش شخصیت او نگاه کردیم».[۲۳][۲۴][۲۵][۲۶][۲۷]
- دیمون وینز جونیور در نقش واسابی، جوانی باهوش و کمی عصبی که در زمینه لیزر تخصص دارد. ویلیامز دربارهٔ این شخصیت گفت: «او در واقع محتاط‌ترین و محافظه‌کارترین فرد است—او معمولی‌ترین فرد در میان گروهی از شخصیت‌های گستاخ است؛ بنابراین او واقعاً فیلم را در پرده دوم به واقعیت نزدیک می‌کند و به نوعی صدای مخاطب می‌شود و اشاره می‌کند که کاری که آنها می‌کنند دیوانگی است».[۲۸][۲۹][۳۰]
- جنسیس رودریگز در نقش هانی لمون، علاقه‌مند به شیمی در مؤسسه فناوری سان فرانسوکیو. ویلیامز گفت: «او از آن دسته آدم‌هایی است که همیشه نیمه پر لیوان را می‌بیند. اما او این ویژگی دانشمند دیوانه را با برق چشمانش دارد – هانی چیزی فراتر از آن چیزی است که به نظر می‌رسد».[۳۱][۳۲][۳۳] رودریگز نقش خود را در دوبله اسپانیایی آمریکای لاتین فیلم نیز تکرار کرد.[۳۴]
- جیمز کرامول در نقش پروفسور رابرت کالاگان / یوکای،[۳۵] رئیس برنامه رباتیک در مؤسسه فناوری سان فرانسوکیو که برای گرفتن انتقام از کری، به یک ابرشرور بسیار قدرتمند با ماسک تبدیل می‌شود.[۳۶][۳۷]
- آلن تودیک در نقش آلیستر کری، کارآفرین پیشرو، متخصص فناوری و مدیرعامل شرکت کری تک.[۳۸][۳۹]
- مایا رودولف در نقش کَس، خاله و سرپرست هیرو و تاداشی.[۴۰][۴۱][۴۲]
- کیتی لوز در نقش ابیگیل کالاگان، دختر پروفسور کالاگان و خلبان آزمایشی شرکت کری تک.[۴۳]
- دنیل گرسون در نقش گروهبان گرسون، گروهبان میز اطلاعات اداره پلیس سان فرانسوکیو.[۴۴]
- پل بریگز در نقش یاما، گانگستری که پس از شکست رباتش توسط هیرو در یک مبارزه مخفیانه با شرط‌بندی غیرقانونی، به دنبال انتقام از هیرو است.[۴۵]
- دیوید شاگنسی در نقش هیثکلیف، سرخدمتکار خانواده فرد.[۴۶]
- بیلی بوش در نقش گوینده اخبار.[۴۷]
- استن لی در نقش پدر فرد، که در طول بازدید از خانه فرد در یک پرتره خانوادگی ظاهر می‌شود و به‌طور خلاصه در صحنه پس از تیتراژ فیلم نیز دیده می‌شود، جایی که فاش می‌شود او زمانی یک ابرقهرمان بوده است.[۴۸]

## انتقادات
این فیلم در بانک اطلاعات اینترنتی فیلم‌ها، بر اساس بیش از صدهزار رأی، امتیاز ۸ از ۱۰ را کسب کرده و در راتن تومیتوز، بر اساس ۱۸۱ رأی، ۹۰٪ واکنش مثبت دریافت کرده است.
جیمز براردینلی نوشته است: «گرچه فیلم ساختار شایسته‌ای دارد و به همان اندازه هم سرگرم‌کننده است، اما چیز خاصی دربارهٔ داستان اصلی این ابرقهرمان کارتونی وجود ندارد. … این دومین انیمیشن سال ۲۰۱۴ است که با مهارت هرچه تمام‌تر با مرگ روبه‌رو می‌شود، بدون این‌که باعث ناراحتی کودکان شود. این اتفاق ابتدا در چگونه اژدهای خود را تربیت کنید؟ ۲ رخ داد و بعد در این فیلم تکرار شد. در گذشته، انیمیشن‌ها اغلب از این موضوع اجتناب می‌کردند؛ البته استثناهایی هم وجود داشت، مثل مادر بامبی. این می‌تواند به این معنا باشد که فیلم‌سازها پذیرفته‌اند که کودکان سریع‌تر بزرگ می‌شوند و می‌توانند با محتوای غم‌انگیز روبه‌رو شوند.»

## جایزه‌ها و نامزدی‌ها
این فیلم در هشتاد و هفتمین دوره جوایز اسکار جایزه بهترین پویانمایی بلند سال را از آن خود کرد. «۶ ابرقهرمان» همچنین در ۶۸مین دوره جوایز بفتا و نیز در هفتاد و دومین مراسم گلدن گلوب نامزد دریافت بهترین پویانمایی بود، ولی در اولی به فیلم لگو و در دومی به چگونه اژدهای خود را تربیت کنیم ۲ باخت. این فیلم برنده چند جایزه معتبر دیگر نیز شده است.